# Europarlamentari del Belgio della III legislatura
Gli europarlamentari del Belgio della III legislatura, eletti in occasione delle elezioni europee del 1989, furono i seguenti.

## Composizione storica
| Europarlamentare                     | Lista                                 | Gruppo |
| ------------------------------------ | ------------------------------------- | ------ |
| Raphaël Chanterie                    | Partito Popolare Cristiano            | PPE    |
| Willy C.E.H. De Clercq               | Partito della Libertà e del Progresso | LDR    |
| Jean P.M.O.G. Defraigne              | Partito Riformatore Liberale          | LDR    |
| Karel De Gucht                       | Partito della Libertà e del Progresso | LDR    |
| Gérard Deprez                        | Partito Sociale Cristiano             | PPE    |
| Claude Desama                        | Partito Socialista                    | SOC    |
| Karel Dillen                         | Blocco Fiammingo                      | GTDE   |
| Elio Di Rupo                         | Partito Socialista                    | SOC    |
| François-Xavier G.M.J.C.H. de Donnea | Partito Riformatore Liberale          | LDR    |
| Raymonde Dury                        | Partito Socialista                    | SOC    |
| Brigitte Ernst de la Graete          | Ecolo                                 | GV     |
| Marc Galle                           | Partito Socialista Differente         | SOC    |
| Ernest Glinne                        | Partito Socialista                    | SOC    |
| José Happart                         | Partito Socialista                    | SOC    |
| Fernand Herman                       | Partito Sociale Cristiano             | PPE    |
| An Hermans                           | Partito Popolare Cristiano            | PPE    |
| Paul Lannoye                         | Ecolo                                 | GV     |
| Pol Marck                            | Partito Popolare Cristiano            | PPE    |
| Karel A.H.A.M. Pinxten               | Partito Popolare Cristiano            | PPE    |
| Paul Staes                           | Agalev                                | GV     |
| Leo Tindemans                        | Partito Popolare Cristiano            | PPE    |
| Jaak Vandemeulebroucke               | Unione Popolare                       | ARC    |
| Marijke van Hemeldonck               | Partito Socialista Differente         | SOC    |
| Lode Van Outrive                     | Partito Socialista Differente         | SOC    |

## Modifiche intervenute

### Partito Popolare Cristiano
- In data 17.12.1991 a Karel A.H.A.M. Pinxten subentra Marianne Thyssen.

### Partito Socialista
- In data 17.12.1991 a Elio Di Rupo subentra Claude A.F. Delcroix.

### Partito Riformatore Liberale
- In data 17.12.1991 a François-Xavier G.M.J.C.H. de Donnea subentra Anne André-Léonard.